# Passauer Kriegsvolk
Das Passauer Kriegsvolk war ein zwischen 1610 und 1611 bestehendes Söldnerheer von über 10.000 Mann. Es wurde 1610 vom Heerführer Laurentius Ramée im Auftrag des Fürstbischofs von Passau und Straßburg Leopold Erzherzog von Österreich aufgestellt und wurde ursprünglich für den Einsatz im Jülich-Kleveschen Erbstreit angeworben. Jedoch stand es schnell wegen seiner Plünderungen und grausamen Verwüstungen in Österreich sowie in Böhmen in schlechtestem Ruf.

## Geschichte
Im Jahr 1611 stand das Passauer Kriegsvolk unter dem Oberbefehl Leopolds im Bruderzwist zwischen Kaiser Rudolf II. und Erzherzog Matthias auf Seiten des Kaisers, der mit dem Gedanken spielte, Leopold zur böhmischen und dann zur deutschen Königskrone zu verhelfen.
Im selben Jahr kam es zu Grausamkeiten in Budweis und zum Einfall der Passauer in Prag. Durch eine List war es dem Passauer Heer gelungen, Budweis zu erobern. Die Soldaten hatten sich als kaiserliche Kommissare ausgegeben und als ihnen die Stadtwache das Tor öffnete, fielen sie in die Stadt ein. Von Budweis zog Ramée mit seiner Truppe nach Prag weiter, wobei er vorgab, zur Hilfe von Kaiser Rudolf gekommen zu sein; allerdings verteidigten sich die Prager Bürger, da sie um ihre Freiheiten fürchteten. Zwar konnte das Passauer Kriegsvolk die Prager Kleinseite besetzen und verheeren, nicht aber die anderen Prager Stadtteile. Nach den Ausschreitungen des unbezahlten Passauer Kriegsvolk in Böhmen gingen die böhmischen Stände zu Matthias über. Das Passauer Heer zog sich aber zurück, als König Matthias mit seinem Heer auf Bitten der Prager Bevölkerung anmarschierte. Dieser konnte zusammen mit den böhmischen Ständen am 11. März 1611 Prag besetzen und die Passauer vertreiben. Nachdem sich Leopold Matthias unterworfen hatte, wurde das Passauer Kriegsvolk aufgelöst. Unter dem Eindruck der Ereignisse wurde Matthias von den Böhmischen Ständen gewählt am 23. Mai 1611 zum König von Böhmen gekrönt. Rudolf geriet in die Hände seiner Gegner und verlor die Herrschaft über seine letzten Länder.
Ein Jahr nach dem Tod Rudolfs wurde Laurentius Ramée 1613 verhaftet und zum Tode durch das Schwert verurteilt.

## Varia
Der Scharfrichter Kaspar Neidhart stellte für das Passauer Kriegsvolk Papierzettel mit merkwürdigen Zeichen her, die er als Zauberzettel verteilte. Diese als „Passauer Kunst“ bezeichneten kleinen Blätter sollten den Besitzer gefeit machen gegen Hieb und Stich.